# Wasit
Wasit (arabisk: محافظة واسط) er en irakisk provins, der ligger i det østlige Irak langs Tigris mellem Bagdad og Basra. Provinsen har et areal på 17.150 km² med 1.149.059(2015) indbyggere.
Navnet er arabisk, der betyder "Midten".
Det administrative hovedsæde i provinsen er byen Al Kut med 377.600(2015) indbyggere og Al-Hay er den næststørste by med 82.900(2015) indbyggere.
Før 1976 var provinsen kendt som Kut.